# Добрывичская волость

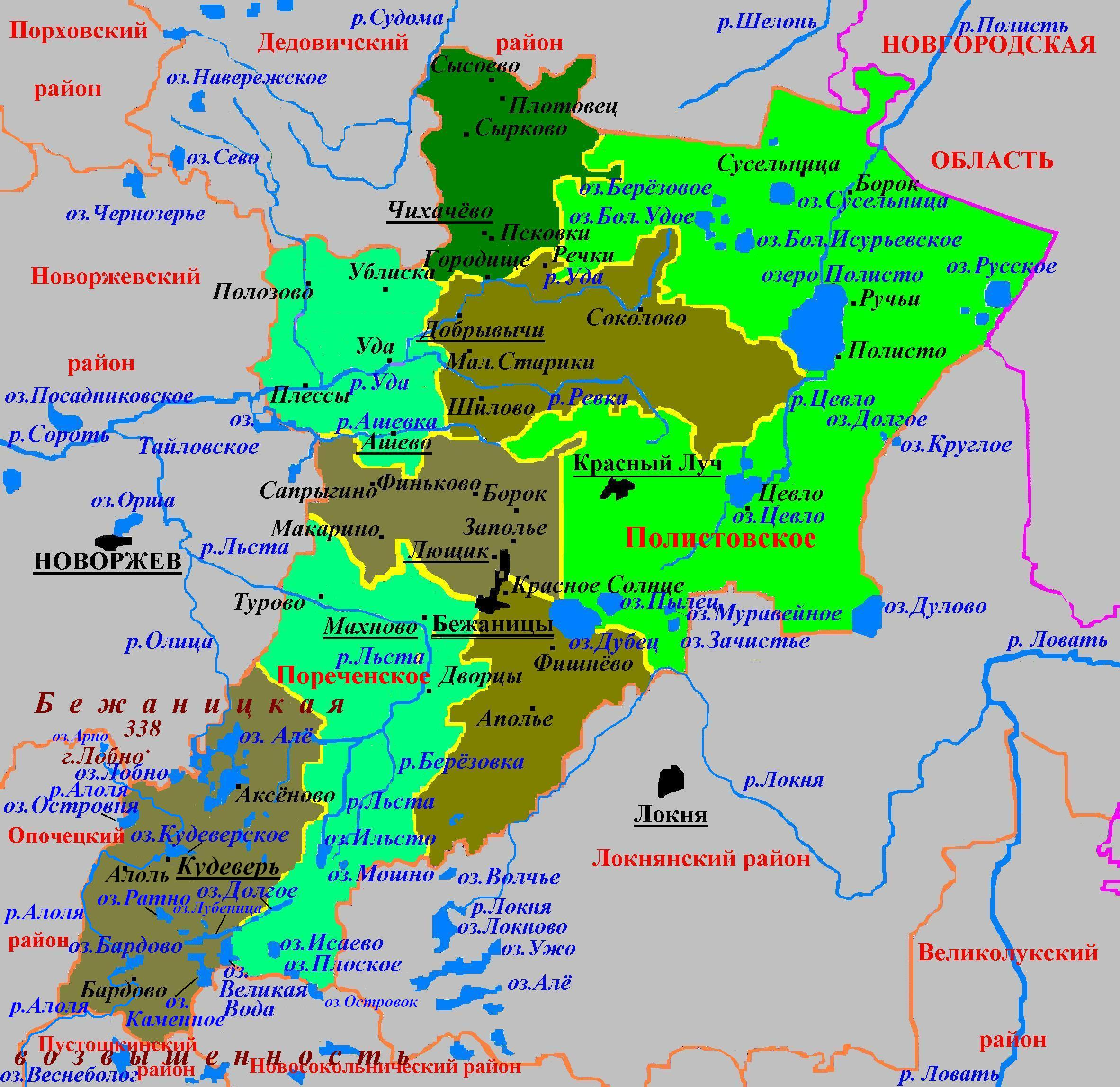
Административное деление Бежаницкого района в 2010—2015 гг.

Добрывичская волость — упразднённые административно-территориальная единица 3-го уровня и муниципальное образование со статусом сельского поселения в Бежаницком районе Псковской области России.
Административный центр — деревня Добрывичи.

## География
Территория волости граничила на западе с муниципальным образованием Ашевское (бывшие Ново-Кузнецовская и Ашевская волости), на северо-западе — с муниципальным образованием Чихачёвская волость, на севере, востоке и юге — с муниципальным образованием Полистовское (бывшие муниципальные образования Цевельская волость и городское поселение Красный Луч), на юго-западе — с Лющикской волостью.

## Население
| 2002 | 2010 | 2012 | 2013 | 2014 | 2015 |
| ---- | ---- | ---- | ---- | ---- | ---- |
| 542  | ↗600 | ↘588 | ↘558 | ↘534 | ↘509 |

## Населённые пункты
В состав Добрывичской волости входят 70 населённых пунктов, в том числе: 69 деревень — Агерово, Бабино, Бабарыгино, Батово, Большая Горка, Большие Старики, Боровичи, Боровичи, Булыгино, Буяни, Верендаль, Выдрино, Городок, Грабово, Грани, Грибаново, Добрывичи, Дремлено, Дровшо, Дубровки, Дулово, Душилиха, Еремино, Железинка, Железно, Желнино, Жилино, Заболотье, Заход, Илларионовское, Канино, Клюкино, Костолом, Котово, Лашково, Лозовицы, Ломы, Луковец, Малая Горка, Малые Старики, Марыни, Маютино, Наротово, Никулино, Новое Замошье, Новое, Озерцы, Орсино, Паличино, Паново, Пахомово, Пезово, Плотки, Подлесье, Речки, Селиваново, Смородовка, Соколово, Сорочиново, Стега-2 (или Стега), Торчилово, Федорцево, Федорыгино, Фомичино, Хабни, Черемша, Чертеново, Шабаново, Шилово — и 1 хутор — Зимин.

## История
Постановлением Псковского областного Собрания депутатов от 26 января 1995 года все сельсоветы в Псковской области были переименованы в волости, в том числе Добрывичский сельсовет был превращён в Добрывичскую волость.
Законом Псковской области от 28 февраля 2005 года были упразднены Соколовская (с центром в д. Соколово) и Шиловская волости (с центром в д. Шилово) в пользу Добрывичской волости, в новых границах которой также было создано муниципальное образование Добрывичская волость со статусом сельского поселения с 1 января 2006 года в составе муниципального образования Бежаницкий район со статусом муниципального района.
Законом Псковской области от 30 марта 2015 года Добрывичская волость была упразднена, а её территория 11 апреля 2015 года с соседними сельскими поселениями (Ашевское и Чихачёвская волость) была объединена в новое сельское поселение Бежаницкое.